# 三ヶ日ジャンクション

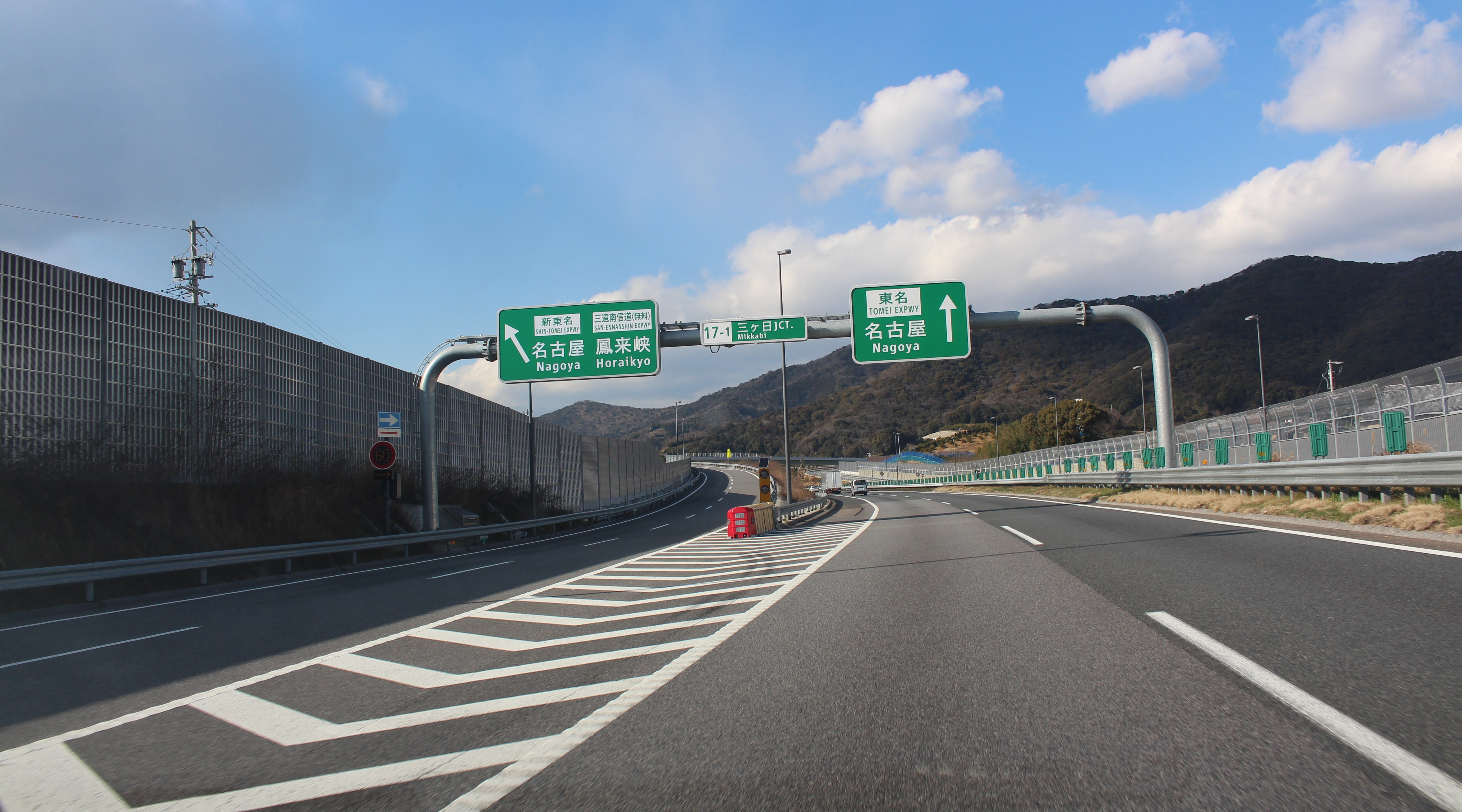
東名高速道路の三ヶ日ジャンクション（下り線の引佐連絡路分岐点）

三ヶ日ジャンクション（みっかびジャンクション）は、静岡県浜松市浜名区三ヶ日町福長にある東名高速道路及び新東名高速道路引佐連絡路のジャンクションである。

## 歴史
- 2011年（平成23年）8月26日：当JCTの名称が「三ヶ日JCT」で正式決定[1][2]。
- 2012年（平成24年）4月14日：新東名高速道路・御殿場JCT - 三ヶ日JCT間開通に伴い供用開始[3]。

## 接続する道路
- E1 東名高速道路
- E69 新東名高速道路引佐連絡路

## 隣
E1 東名高速道路
(17) 三ヶ日IC - (17-1) 三ヶ日JCT - 新城PA - 豊橋新城SIC（事業中） - 豊橋PA（下り線のみ） - (18) 豊川IC
E69 新東名高速道路引佐連絡路
(15-1) 浜松いなさIC - (17-1) 三ヶ日JCT

## その他
- 東名高速下りの当JCT手前の看板では、新東名高速方面の表記が2012年4月14日の開通の時点で「三遠南信道　飯田」[4]としか表記されておらず、浜松いなさJCTから新東名上り方面へ向かう利用者が気付かずに当JCTを通過する例が出たため、ゴールデンウィーク前に「新東名」の表記が追加された[5] 。
- 新東名高速の浜松いなさJCT - 豊田東JCT間の開通まで、東名高速の宇利トンネルや豊川ICを先頭とする渋滞が多発していた。
- 東名高速下りについては、三ヶ日トンネルと抜けるとすぐ、当JCTの手前に三ヶ日BSが存在するため、付近には誤進入を防ぐための小さい看板が用意されている。
- 現在計画されている浜松湖西豊橋道路は、複数のルート案が出されているが、いずれも当ジャンションを起点とするものである[6] 。